# Pichl bei Wels
Pichl bei Wels est une commune autrichienne du district de Wels-Land en Haute-Autriche.